# Gaesischia saltae
Gaesischia saltae là một loài Hymenoptera trong họ Apidae. Loài này được Michener & Moure mô tả khoa học năm 1956.